# Monument voor Jan Lambrecht Zegers

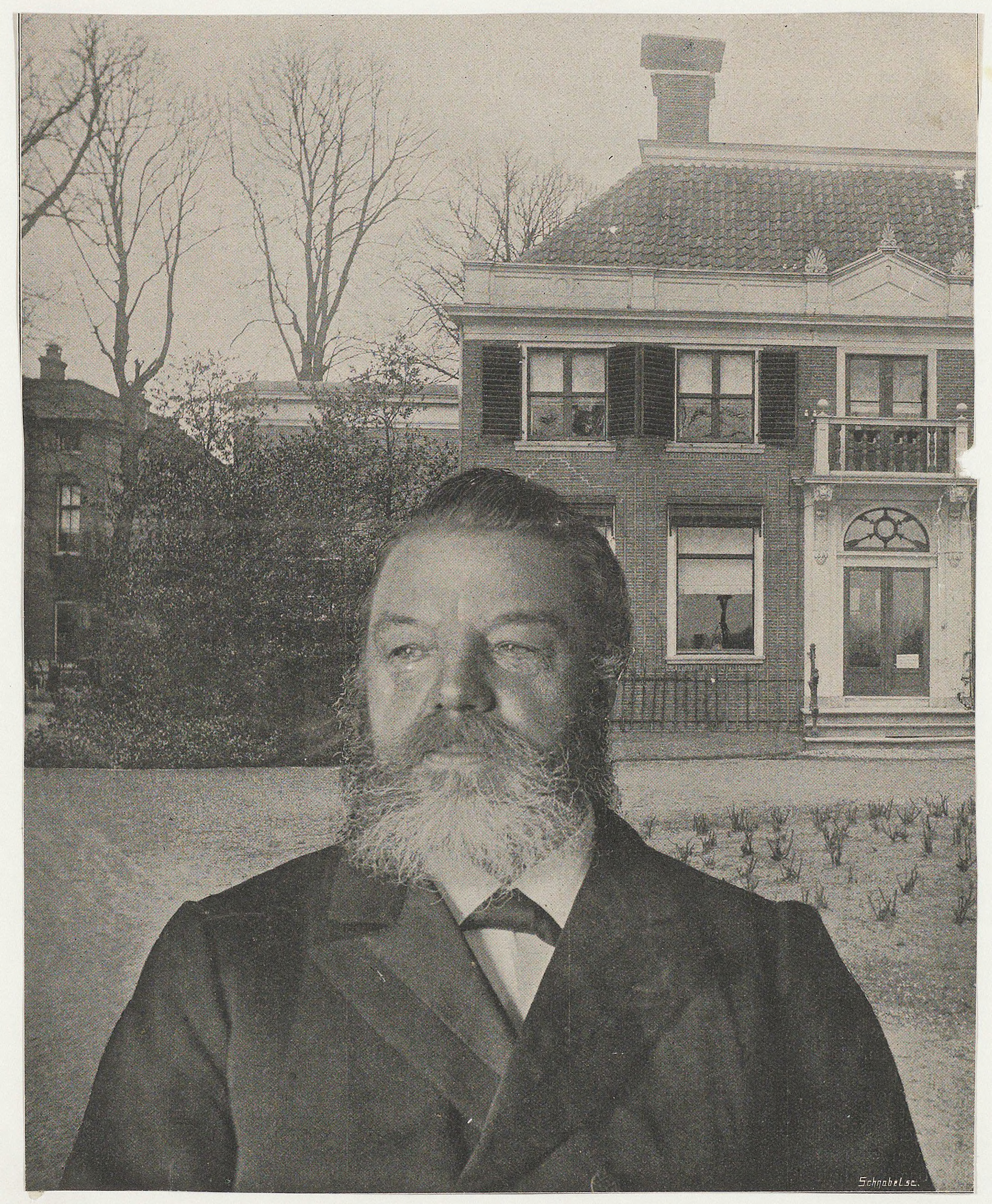
Zegers voor Meer en Bosch

Het Monument voor Jan Lambrecht Zegers is een gedenkteken op het terrein van SEIN, het expertisecentrum voor epilepsie en slaapgeneeskunde, locatie Meer en Bosch in de Noord-Hollandse plaats Heemstede.
Het monument is opgericht ter ere van Jan Lambrecht Zegers (Middelburg, 28 mei 1845 - Haarlem, 2 maart 1919), directeur van de voorloper van SEIN, de stichtingen voor toevallijders te Haarlem en Heemstede. De fontein werd ontworpen door de architect Harm Korringa en werd onthuld in mei 1929.

## Geschiedenis

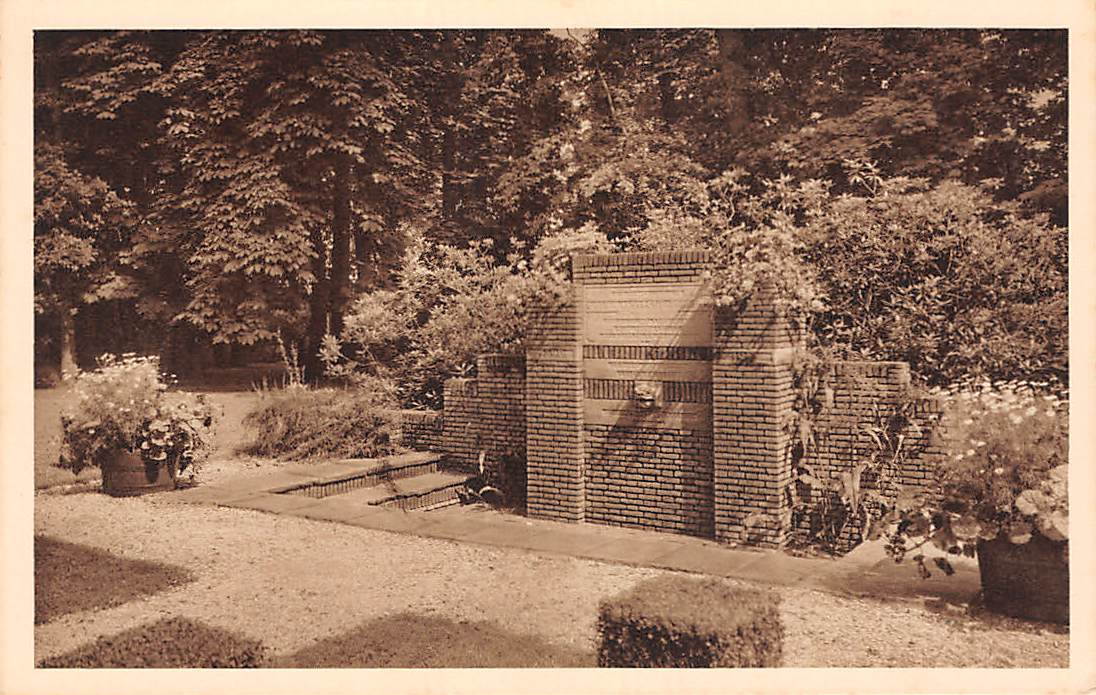
Het monument vlak na de opening, waarbij duidelijk te zien is dat de spuwer nog intact is

Jan Lambrecht Zegers werd, nadat hij zendeling op West-Java was geweest, in 1890 directeur van het instituut. Vijf jaar eerder had de stichting de zeventiende-eeuwse buitenplaats Meer en Bosch aangekocht. Onder het directeurschap van Zegers werd de stichting uitgebreid.
De fontein werd onthuld door J.A. Hoekendijk in mei 1929. De onthulling was eigenlijk gepland voor maart, maar vanwege de strenge winter van 1928-1929 werd de onthulling uitgesteld. Het monument is tien jaar na de dood van Zegers onthuld.
De fontein is jarenlang verwaarloosd. In 2022 is er een hekwerk om het monument geplaatst.

## Voorstelling
Het gedenkteken stelt een fontein voor van baksteen en Obernkirchener zandsteen, bestaande uit een getrapte muur en hiervoor een waterbassin van gewapend beton. Bovenop, in de muur, bevinden zich twee plantenbakken en aan de voorzijde in de muur bevindt zich een reliëf met een opschrift en een fonteinspuwer. De spuwer bestond uit een mascaron (fantasiemasker) uitgevoerd door de Fabriek van Brouwer's Aardewerk in Leiderdorp, maar deze heeft de tand des tijds niet overleefd. Het opschrift leest:
ter gedachtenis aan
jan lambrecht zegers

directeur der stichtingen
voor toevallijders
te haarlem en heemstede

een man van liefde
kracht en gebed

door vrienden opgericht
2 maart 1929